# Verkehrsgesellschaft Teltow-Fläming
La Verkehrsgesellschaft Teltow-Fläming (en français, Société de transport Teltow-Fläming) est l'opérateur de transport public dans l'arrondissement de Teltow-Fläming, au sud de Berlin.
Elle transporte environ 3,5 millions de passagers par an.

## Histoire
La Verkehrsgesellschaft Teltow-Fläming (VTF) est créée le 1er janvier 1999 par la fusion de deux sociétés. La société de transport de passagers Nuthetal mbH (PVN), fondée en 1992, était auparavant responsable du trafic local des anciens arrondissement de Luckenwalde et Jüterbog. D'un autre côté, la Verkehrsgesellschaft Königs Wusterhausen und Zossen mbH (VKZ) exploite les lignes de bus de l'arrondissement de Zossen, Baruth/Mark et Ludwigsfelde. Dans les années 1994-1995, de nouvelles autorités de transport public sont créées à Luckenwalde et à Ludwigsfelde. Avec la fusion, la réforme de l'arrondissement (la fusion des arrondissements de Zossen, Luckenwalde et Jüterbog pour l'arrondissement de Teltow-Fläming) amène également à la fusion dans le domaine du transport local de passagers. L'entreprise prend son nom le 1er novembre 1999. Des véhicules modernes ont remplacé les bus souvent obsolètes et une nouvelle technologie pour la maintenance et l'entretien est utilisée.